# Le facteur sonne toujours deux fois (film, 1981)
 (avril 2025).
Si vous disposez d'ouvrages ou d'articles de référence ou si vous connaissez des sites web de qualité traitant du thème abordé ici, merci de compléter l'article en donnant les références utiles à sa vérifiabilité et en les liant à la section « Notes et références ».
Pour les articles homonymes, voir Le facteur sonne toujours deux fois.
Pour plus de détails, voir Fiche technique et Distribution.
Le facteur sonne toujours deux fois (The Postman Always Rings Twice) est un film américain de Bob Rafelson sorti en 1981, d'après une adaptation du roman éponyme de James M. Cain.
Il peut être considéré comme un remake du film de 1946 de Tay Garnett.

## Synopsis
L'action se passe en 1934, quelque part dans un coin perdu du Midwest. Le vagabond Frank Chambers se fait engager en tant que mécano-pompiste à une station essence le long de la côte en Californie. Son nouveau patron, Nick, un homme dans la cinquantaine, y est également propriétaire d'un restaurant-bar qui accueille les voyageurs de passage. Il est marié à la très belle et très jeune Cora, qui travaille dur à la cuisine.
Frank entreprend assez violemment Cora. Celle-ci résiste d'abord puis cède, trop attirée par cet homme qui lui correspond mieux que son mari âgé. Ils deviennent amants. En l'absence de Nick, Frank lui demande de s'en aller avec lui, ce qu’ils entreprennent. En chemin, à une gare routière, Cora se rend compte que Frank est un joueur et elle retourne chez elle. Frank la rejoint.
Un plan pour faire tuer Nick est mis au point. Celui-ci sera assommé dans son bain, ce qui devra passer pour un accident. Le soir prévu, un court-circuit empêche le projet de se dérouler comme prévu. Nick, seulement assommé et ne se doutant de rien, passe sa convalescence à l'hôpital.
Un nouveau plan pour se débarrasser de Nick est élaboré. Alors que les trois personnages font une promenade en automobile, Nick, qui est saoul, se fait assommer. L’automobile est poussée dans un ravin. Frank doit la pousser pour dévaler la pente : il chute.
Nick est mort et Frank s'en sort avec des blessures. Avec Cora, ils sont jugés pour meurtre. Après que Frank, manipulé par le procureur, a dénoncé Cora, leur avocat organise une machination subtile où Cora signe des aveux. Un arrangement est obtenu avec les compagnies d’assurances, celle sur la vie, que Nick avait signée (que ni Cora ni Frank ne connaissaient, un mobile solide pour le tribunal) et celle qui devait indemniser Frank en raison du dommage physique subi dans la chute de la voiture. L’accusation du procureur est finalement modifiée. Cora et Frank sont libérés.
Ils retournent au restaurant ; le cœur n'y est plus puisque Frank a trahi Cora. Les affaires du restaurant se développent grâce à la renommée de leur propriétaire, la sulfureuse Cora.
Cora part en déplacement car sa maman est très malade. Pendant ce temps, Frank, incorrigible, séduit une autre femme. Cora annonce être enceinte à son retour.
Cora et Frank sont victimes d'un chantage sur la base des aveux de Cora. Le maître chanteur est débordé ; Cora et Frank reprennent possession du document compromettant.
La maîtresse de Frank rend visite à Cora, ce qui la fâche.
Tout le monde est content. Un mariage se tient et fête cette bonne nouvelle avec force boissons alcoolisées. Dans ces circonstances, un accident d’automobile survient, dans lequel meurt Cora.

## Fiche technique

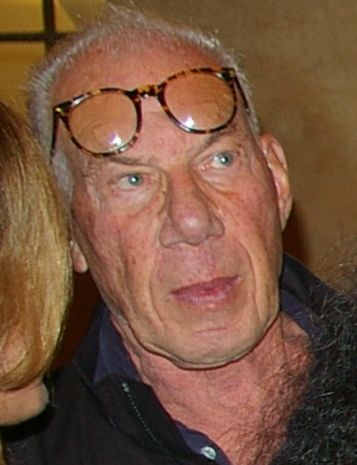
Le réalisateur du film, Bob Rafelson.

- Titre original : The Postman Always Rings Twice
- Réalisation : Bob Rafelson
- Scénario : David Mamet, d’après un roman de James M. Cain
- Image : Sven Nykvist
- Musique : Michael Small
- Costumes : Dorothy Jeakins
- Montage : Graeme Clifford
- Production : Andrew Braunsberg, Charles Mulvehill et Bob Rafelson pour la Lorimar
- Pays de production : États-Unis
- Genre : Drame et néo-noir[1]
- Durée : 122 min
- Format : Couleurs
- Dates de sortie :
  - États-Unis : 20 mars 1981
  - France : 26 août 1981

## Distribution
- Jack Nicholson  (VF : Jean-Pierre Moulin)  : Frank Chambers
- Jessica Lange (VF : Élisabeth Wiener) : Cora Papadakis
- John Colicos  (VF : Henry Djanik)  : Nick Papadakis
- Michael Lerner  (VF : Roger Carel)  : M. Katz, l'avocat
- William Traylor (VF : Jean-François Laley) : Le procureur Sackett
- John P. Ryan  (VF : Serge Lhorca)  : Kennedy
- Anjelica Huston (VF : Michèle Bardollet) : Madge
- Jon Van Ness  (VF :  Bernard Murat)  : Le policier motard
- Charles B. Jenkins (VF : Richard Darbois) : Le pompiste
- Raleigh Bond : L'assureur
- William Newman  (VF : Roland Ménard)  : L'homme provenant de la ville natale de Cora
- Thomas Hill (VF : Jean-Claude Michel) : Barlow
- Brian Farrell : Mortenson
- Christopher Lloyd (VF : Pierre Hatet) : l'homme qui prend Frank en stop au début du film
- Don Calfa : Goebel
- Elsa Raven : Matron

## Autour du film
- Contrairement à la version de 1946, cette version ne reprend pas le terme du roman. De ce fait, le titre se trouve dépourvu d'explication. Pour une interprétation, voir ici.
- Une parodie a été tournée par les humoristes français Les Inconnus : Le téléphone sonne toujours deux fois (1985)
- Les deux acteurs principaux du film, Jack Nicholson et Jessica Lange, devaient à la base jouer ensemble dans Shining (1980) de Stanley Kubrick, Nicholson devant jouer Jack Torrance, et Lange devant jouer Wendy Torrance. Le réalisateur préféra engager l'actrice Shelley Duvall pour ce dernier rôle, conservant toutefois Jack Nicholson[2].